# AS FOR ONE DAY
「AS FOR ONE DAY」是日本的女子偶像組合「早安少女組。」的第18张单曲，於2003年4月23日由zetima发售。

## 概要
- 「AS FOR ONE DAY」是早安少女組二期成員保田圭的畢業單曲，當時已加入的六期成員同樣沒有參與本單曲。
- 標題「AS FOR ONE DAY」經易位構詞後為「ONE FOR YASDA」，即為保田（YASDA）而作之意。
- B面曲「Never Forget（Rock ver.）」為第4张单曲「Memory 青春之光」的B面曲「Never Forget」的重製版本。與原曲一樣，歌詞由即將畢業的保田圭獨唱，其他成員僅參與和音。
- 此單曲只有「CD ONLY」1個版本。
- 在5月5日於公信榜單曲週排行榜取得第1位，繼「就在這裡!」後第10張公信榜每周銷量排名第一的單曲。

## 收錄内容

### CD
1. AS FOR ONE DAY
（作詞、作曲：淳君　編曲：鈴木Daichi秀行）
2. Never Forget（Rock ver.）
（作詞、作曲：淳君　編曲：小西貴雄、酒井ミキオ）
3. AS FOR ONE DAY（Instrumental）